# Podarcis peloponnesiacus
Espèce
Synonymes
- Lacerta peloponnesiaca Bibron & Bory, 1833
- Lacerta peloponnesiaca lais Buchholz, 1960
- Lacerta peloponnesiaca phryne Buchholz, 1960
- Lacerta peloponnesiaca thais Buchholz, 1960

Statut de conservation UICN

 LC  : Préoccupation mineure
Podarcis peloponnesiacus est une espèce de sauriens de la famille des Lacertidae.

## Répartition
Cette espèce est endémique du Péloponnèse en Grèce.

## Liste des sous-espèces
Selon The Reptile Database (22 mars 2013) :
- Podarcis peloponnesiacus lais (Buchholz, 1960)
- Podarcis peloponnesiacus peloponnesiacus (Bibron & Bory, 1833)
- Podarcis peloponnesiacus thais (Buchholz, 1960)

## Étymologie
Son nom d'espèce lui a été donné en référence au lieu de sa découverte, le Péloponnèse.

## Publications originales
- Gabriel Bibron & Jean-Baptiste Bory de Saint-Vincent, 1833 : Expédition scientifique de Morée, Zoologie Reptiles et poissons. Polypiers. Paris, Strasbourg, F.G. Levrault.
- Buchholz, 1960 : Zur Kenntnis von Lacerta peloponnesiaca (Reptilia: Lacertidae). Bonner zoologische Beiträge, vol. 11, p. 87-107 (texte intégral).